# Danh sách cầu thủ tham dự giải vô địch bóng đá U-17 châu Âu 2004
Các cầu thủ in đậm từng thi đấu cho đội tuyển quốc gia.

## Bảng A

### Pháp
Huấn luyện viên: Philippe Bergeroo
| Số | Vt | Cầu thủ               | Ngày sinh (tuổi)            | Số trận | Câu lạc bộ  |
| -- | -- | --------------------- | --------------------------- | ------- | ----------- |
| 1  | TM | Benoît Costil         | 30 tháng 7, 1987 (16 tuổi)  |         | Caen        |
| 2  | HV | Maxime Josse          | 21 tháng 3, 1987 (17 tuổi)  |         | Sochaux     |
| 3  | HV | Thomas Mangani        | 29 tháng 4, 1987 (17 tuổi)  |         | Monaco      |
| 4  | HV | Karim El Mourabet     | 30 tháng 4, 1987 (17 tuổi)  |         | Nantes      |
| 5  | HV | Steven Thicot         | 14 tháng 2, 1987 (17 tuổi)  |         | Nantes      |
| 6  | TV | Pierre Ducasse        | 7 tháng 5, 1987 (16 tuổi)   |         | Bordeaux    |
| 7  | TV | Franck Songo'o        | 14 tháng 5, 1987 (16 tuổi)  |         | Barcelona   |
| 8  | TV | Ahmed Yahiaoui        | 12 tháng 1, 1987 (17 tuổi)  |         | Marseille   |
| 9  | TĐ | Jérémy Ménez          | 7 tháng 5, 1987 (16 tuổi)   |         | Sochaux     |
| 10 | TV | Samir Nasri           | 26 tháng 6, 1987 (16 tuổi)  |         | Marseille   |
| 11 | TV | Hatem Ben Arfa        | 7 tháng 3, 1987 (17 tuổi)   |         | Lyon        |
| 12 | HV | Serge Akakpo          | 15 tháng 10, 1987 (16 tuổi) |         | Auxerre     |
| 13 | TV | Irélé Apo             | 16 tháng 1, 1987 (17 tuổi)  |         | Auxerre     |
| 14 | TV | Kévin Constant        | 15 tháng 5, 1987 (16 tuổi)  |         | Toulouse    |
| 15 | TV | Stéphane Marseille    | 15 tháng 4, 1987 (17 tuổi)  |         | Stade Reims |
| 16 | TM | Rémy Riou             | 6 tháng 8, 1987 (16 tuổi)   |         | Lyon        |
| 17 | HV | Jean-Christophe Cesto | 24 tháng 1, 1987 (17 tuổi)  |         | Nantes      |
| 18 | TĐ | Karim Benzema         | 19 tháng 12, 1987 (16 tuổi) |         | Lyon        |

### Bắc Ireland
Huấn luyện viên: Kenny Shiels
| Số | Vt | Cầu thủ             | Ngày sinh (tuổi)           | Số trận | Câu lạc bộ         |
| -- | -- | ------------------- | -------------------------- | ------- | ------------------ |
| 1  | TM | Jonathan Tuffey     | 20 tháng 1, 1987 (17 tuổi) |         | Coventry City      |
| 2  | TV | Chris Turner        | 3 tháng 1, 1987 (17 tuổi)  |         | Derby County       |
| 3  | HV | David Armstrong     | 23 tháng 1, 1987 (17 tuổi) |         | Lisburn Distillery |
| 4  | HV | Jason Ferry         |                            |         |                    |
| 5  | HV | Jonathan Watterson  | 9 tháng 1, 1987 (17 tuổi)  |         |                    |
| 6  |    | Gerard McCabe       |                            |         |                    |
| 7  |    | Darren Nash         |                            |         |                    |
| 8  |    | Matthew Doherty     |                            |         |                    |
| 9  |    | Dominic Melly       | 19 tháng 7, 1987 (16 tuổi) |         |                    |
| 10 | TV | Michael O'Connor    | 6 tháng 10, 1987 (16 tuổi) |         | Crewe Alexandra    |
| 11 | TV | Daryl Fordyce       | 2 tháng 1, 1987 (17 tuổi)  |         | Portsmouth         |
| 12 | TM | Trevor Carson       | 5 tháng 3, 1988 (16 tuổi)  |         | Sunderland         |
| 13 |    | Ryan Catney         |                            |         |                    |
| 14 |    | Jonathan Montgomery |                            |         |                    |
| 15 |    | Andrew Rosbotham    |                            |         |                    |
| 16 | TĐ | Kyle Lafferty       | 16 tháng 9, 1987 (16 tuổi) |         | Burnley            |
| 17 |    | Paul McCrink        |                            |         |                    |
| 18 |    | Michael Carville    |                            |         |                    |

### Tây Ban Nha
Huấn luyện viên: Juan Santisteban
| Số | Vt | Cầu thủ            | Ngày sinh (tuổi)           | Số trận | Câu lạc bộ      |
| -- | -- | ------------------ | -------------------------- | ------- | --------------- |
| 1  | TM | Antonio Adán       | 13 tháng 5, 1987 (16 tuổi) |         | Real Madrid     |
| 2  | TĐ | Cristian del Moral | 3 tháng 3, 1987 (17 tuổi)  |         | Valencia        |
| 3  | HV | Pepe Plá           | 25 tháng 1, 1987 (17 tuổi) |         | Valencia        |
| 4  | HV | David Lombán       | 5 tháng 6, 1987 (16 tuổi)  |         | Valencia        |
| 5  | HV | Gerard Piqué       | 2 tháng 2, 1987 (17 tuổi)  |         | Barcelona       |
| 6  | TV | Mario Suárez       | 24 tháng 2, 1987 (17 tuổi) |         | Atlético Madrid |
| 7  | TV | Carlos Carmona     | 5 tháng 7, 1987 (16 tuổi)  |         | RCD Mallorca    |
| 8  | TV | Cesc Fàbregas      | 4 tháng 5, 1987 (17 tuổi)  |         | Arsenal         |
| 9  | TĐ | César Díaz         | 5 tháng 1, 1987 (17 tuổi)  |         | Albacete        |
| 10 | TV | Javi García        | 8 tháng 2, 1987 (17 tuổi)  |         | Real Madrid     |
| 11 | TV | Marquitos          | 21 tháng 3, 1987 (17 tuổi) |         | Villarreal      |
| 12 | TV | Diego Capel        | 16 tháng 2, 1988 (16 tuổi) |         | Sevilla         |
| 13 | TM | Javier Mandaluniz  | 15 tháng 1, 1987 (17 tuổi) |         | Athletic Bilbao |
| 14 | TĐ | Marc Pedraza       | 6 tháng 2, 1987 (17 tuổi)  |         | Espanyol        |
| 15 | TV | Esteban Granero    | 2 tháng 7, 1987 (16 tuổi)  |         | Real Madrid     |
| 16 | HV | Jorge Gotor        | 14 tháng 4, 1987 (17 tuổi) |         | Zaragoza        |
| 17 | TĐ | Jonathan Pereira   | 12 tháng 5, 1987 (16 tuổi) |         | Villarreal      |
| 18 | HV | Cristian Pecci     | 10 tháng 5, 1988 (15 tuổi) |         | Betis           |

### Thổ Nhĩ Kỳ
Huấn luyện viên:
| Số | Vt | Cầu thủ            | Ngày sinh (tuổi)            | Số trận | Câu lạc bộ     |
| -- | -- | ------------------ | --------------------------- | ------- | -------------- |
| 1  | TM | Volkan Babacan     | 11 tháng 8, 1988 (15 tuổi)  |         | Fenerbahçe     |
| 2  | HV | Melih Gündüz Cagri | 25 tháng 3, 1987 (17 tuổi)  |         | Gençlerbirliği |
| 3  | HV | Enis Kahraman      | 23 tháng 9, 1987 (16 tuổi)  |         | Sebatspor      |
| 4  | TV | Bilal Çubukçu      | 16 tháng 5, 1987 (16 tuổi)  |         | Hertha BSC     |
| 5  | HV | Uğur Uçar          | 5 tháng 4, 1987 (17 tuổi)   |         | Galatasaray    |
| 6  | TV | Kürşat Ergun Aydın | 7 tháng 7, 1987 (16 tuổi)   |         | Beşiktaş       |
| 7  | HV | Gürhan Gürsoy      | 24 tháng 9, 1987 (16 tuổi)  |         | Adanaspor      |
| 8  | TĐ | Mülayim Erdem      | 10 tháng 1, 1987 (17 tuổi)  |         | Galatasaray    |
| 9  | TĐ | Güven Güneri       | 22 tháng 9, 1987 (16 tuổi)  |         | Fenerbahçe     |
| 10 | TV | Cafercan Aksu      | 15 tháng 1, 1987 (17 tuổi)  |         | Galatasaray    |
| 11 | TĐ | Serdar Özkan       | 15 tháng 11, 1987 (16 tuổi) |         | Beşiktaş       |
| 12 | TM | Ali Melih Özçelik  | 21 tháng 1, 1987 (17 tuổi)  |         |                |
| 13 | HV | Muharrem Kaya      |                             |         |                |
| 14 | TĐ | Ergin Keleş        | 1 tháng 1, 1987 (17 tuổi)   |         | Trabzonspor    |
| 15 | TĐ | Aydin Kaplan       |                             |         |                |
| 16 | TV | Deniz Yılmaz       | 26 tháng 2, 1988 (16 tuổi)  |         | SSV Ulm        |
| 17 | TV | Öztorun Ferhat     |                             |         |                |
| 18 | TV | Oğuz Sabankay      | 7 tháng 8, 1987 (16 tuổi)   |         | Galatasaray    |

## Bảng B

### Áo
Huấn luyện viên: Paul Gludovatz
| Số | Vt | Cầu thủ            | Ngày sinh (tuổi)            | Số trận | Câu lạc bộ                      |
| -- | -- | ------------------ | --------------------------- | ------- | ------------------------------- |
| 1  | TM | Bartolomej Kuru    | 6 tháng 4, 1987 (17 tuổi)   |         | Austria Wien                    |
| 2  |    | Philipp Kummeer    |                             |         |                                 |
| 3  | HV | Daniel Gramann     | 6 tháng 1, 1987 (17 tuổi)   |         | Admira Wacker                   |
| 4  | HV | Andre Asinger      | 8 tháng 8, 1987 (16 tuổi)   |         | Hartberg                        |
| 5  | HV | Markus Suttner     | 16 tháng 4, 1987 (17 tuổi)  |         | Austria Wien                    |
| 6  |    | Niklas Lercher     | 10 tháng 2, 1987 (17 tuổi)  |         | Wacker Innsbruck                |
| 7  | HV | Michael Madl       | 21 tháng 3, 1988 (16 tuổi)  |         | Austria Wien                    |
| 8  | TV | Georg Lederer      | 28 tháng 1, 1987 (17 tuổi)  |         | Austria Wien                    |
| 9  | TĐ | Erwin Hoffer       | 14 tháng 4, 1987 (17 tuổi)  |         | Admira Wacker                   |
| 10 | TV | Paul Bichelhuber   | 22 tháng 2, 1987 (17 tuổi)  |         | Rapid Wien                      |
| 11 | TV | Peter Hackmair     | 26 tháng 6, 1987 (16 tuổi)  |         | Ried                            |
| 12 | TM | Andreas Lukse      | 11 tháng 8, 1987 (16 tuổi)  |         | Rapid Wien                      |
| 13 | TĐ | Rubin Okotie       | 6 tháng 6, 1987 (16 tuổi)   |         | Frank Stronach Football Academy |
| 14 | TĐ | Patrick Bürger     |                             |         | Burgenland                      |
| 15 | TĐ | Besian Idrizaj     | 12 tháng 10, 1987 (16 tuổi) |         | LASK Linz                       |
| 16 | TV | Cemil Tosun        | 6 tháng 2, 1987 (17 tuổi)   |         | Rapid Wien                      |
| 17 | TV | Michael Glauninger | 28 tháng 1, 1987 (17 tuổi)  |         | Grazer AK                       |
| 18 |    | Andreas Walzer     |                             |         |                                 |

### Anh
Huấn luyện viên: John Peacock
| Số | Vt | Cầu thủ          | Ngày sinh (tuổi)            | Số trận | Câu lạc bộ              |
| -- | -- | ---------------- | --------------------------- | ------- | ----------------------- |
| 1  | TM | Ben Alnwick      | 1 tháng 1, 1987 (17 tuổi)   |         | Sunderland              |
| 2  | HV | Billy Jones      | 24 tháng 3, 1987 (17 tuổi)  |         | Crewe Alexandra         |
| 3  | HV | Nathan Ashton    | 30 tháng 1, 1987 (17 tuổi)  |         | Charlton Athletic       |
| 4  | TV | Mark Noble       | 8 tháng 5, 1987 (16 tuổi)   |         | West Ham United         |
| 5  | HV | Ben Parker       | 8 tháng 11, 1987 (16 tuổi)  |         | Leeds United            |
| 6  | TV | Gary Roberts     | 4 tháng 2, 1987 (17 tuổi)   |         | Crewe Alexandra         |
| 7  | TĐ | Shane Paul       | 25 tháng 1, 1987 (17 tuổi)  |         | Aston Villa             |
| 8  | TV | Chris James      | 4 tháng 7, 1987 (16 tuổi)   |         | Fulham                  |
| 9  | TĐ | Fraizer Campbell | 13 tháng 9, 1987 (16 tuổi)  |         | Manchester United       |
| 10 | TĐ | James Walker     | 25 tháng 11, 1987 (16 tuổi) |         | Charlton Athletic       |
| 11 | TV | Kyel Reid        | 26 tháng 11, 1987 (16 tuổi) |         | West Ham United         |
| 12 | HV | Richard Stearman | 19 tháng 8, 1987 (16 tuổi)  |         | Leicester City          |
| 13 | TM | Joe Lewis        | 6 tháng 10, 1987 (16 tuổi)  |         | Norwich City            |
| 14 | TV | Nathan Doyle     | 12 tháng 1, 1987 (17 tuổi)  |         | Derby County            |
| 15 | HV | Simon Walton     | 13 tháng 9, 1987 (16 tuổi)  |         | Leeds United            |
| 16 | HV | David Wheater    | 14 tháng 2, 1987 (17 tuổi)  |         | Middlesbrough           |
| 17 | TV | Levi Porter      | 6 tháng 4, 1987 (17 tuổi)   |         | Leicester City          |
| 18 | TV | Mark Davies      | 18 tháng 2, 1988 (16 tuổi)  |         | Wolverhampton Wanderers |

### Bồ Đào Nha
Huấn luyện viên: Carlos Alberto Lopes Dinis
| Số | Vt | Cầu thủ            | Ngày sinh (tuổi)            | Số trận | Câu lạc bộ  |
| -- | -- | ------------------ | --------------------------- | ------- | ----------- |
| 1  | TM | Ricardo Janota     | 10 tháng 3, 1987 (17 tuổi)  |         | Benfica     |
| 2  | TV | Gilberto Silva     | 26 tháng 3, 1987 (17 tuổi)  |         | Boavista    |
| 3  | HV | João Fonseca       | 17 tháng 1, 1987 (17 tuổi)  |         | Benfica     |
| 4  | HV | Paulo Renato       | 14 tháng 5, 1987 (16 tuổi)  |         | Sporting CP |
| 5  | HV | André Marques      | 1 tháng 8, 1987 (16 tuổi)   |         | Sporting CP |
| 6  | HV | Daniel Bastos      | 11 tháng 2, 1987 (17 tuổi)  |         | Boavista    |
| 7  | TV | Bruno Gama         | 15 tháng 11, 1987 (16 tuổi) |         | Braga       |
| 8  | TV | João Pinhal        | 14 tháng 1, 1987 (17 tuổi)  |         | Leixões     |
| 9  | TĐ | Fausto Lourenço    | 19 tháng 1, 1987 (17 tuổi)  |         | Porto       |
| 10 | TV | Rui Gomes          | 27 tháng 3, 1987 (17 tuổi)  |         | Boavista    |
| 11 | TV | Hélder Barbosa     | 25 tháng 5, 1987 (16 tuổi)  |         | Porto       |
| 12 | TM | Rui Patrício       | 15 tháng 2, 1988 (16 tuổi)  |         | Sporting CP |
| 13 | TV | Sandro Moreira     | 11 tháng 3, 1987 (17 tuổi)  |         | Belenenses  |
| 14 | HV | João Pedro         | 29 tháng 12, 1987 (16 tuổi) |         | Porto       |
| 15 | TĐ | Bruno Moreira      | 6 tháng 9, 1987 (16 tuổi)   |         | Porto       |
| 16 | TV | Cristiano Gomes    | 22 tháng 1, 1987 (17 tuổi)  |         | Benfica     |
| 17 | TV | Feliciano Condesso | 6 tháng 4, 1987 (17 tuổi)   |         | Southampton |
| 18 | HV | Pedro Correia      | 27 tháng 3, 1987 (17 tuổi)  |         | Benfica     |

### Ukraina
Huấn luyện viên: Viktor Kashchey
| Số | Vt | Cầu thủ             | Ngày sinh (tuổi)            | Số trận | Câu lạc bộ       |
| -- | -- | ------------------- | --------------------------- | ------- | ---------------- |
| 1  | TM | Vladyslav Syamin    | 13 tháng 7, 1987 (16 tuổi)  |         | Kryvbas          |
| 2  | HV | Oleksiy Kudyanov    |                             |         |                  |
| 3  | HV | Ihor Korotetskyi    | 13 tháng 9, 1987 (16 tuổi)  |         | Shakhtar Donetsk |
| 4  | HV | Oleksiy Remezovskyi | 11 tháng 1, 1987 (17 tuổi)  |         |                  |
| 5  | HV | Irakliy Tsykoliya   |                             |         |                  |
| 6  | TV | Oleh Moroz          |                             |         |                  |
| 7  | TV | Roman Dorosh        | 1 tháng 1, 1987 (17 tuổi)   |         | Nafkom Brovary   |
| 8  | TV | Oleksandr Yakovenko | 23 tháng 6, 1987 (16 tuổi)  |         | Metalist Kharkiv |
| 9  | TV | Denys Dedechko      | 2 tháng 7, 1987 (16 tuổi)   |         | Dynamo Kyiv      |
| 10 | TV | Denys Oliynyk       | 16 tháng 6, 1987 (16 tuổi)  |         | Dynamo Kyiv      |
| 11 | TĐ | Oleksandr Hladkyi   | 24 tháng 8, 1987 (16 tuổi)  |         | Metalist Kharkiv |
| 12 | TM | Oleksandr Rybka     | 10 tháng 4, 1987 (17 tuổi)  |         | Vidradnyi Kyiv   |
| 13 | HV | Hryhoriy Sakhnyuk   | 11 tháng 1, 1987 (17 tuổi)  |         |                  |
| 14 | HV | Serhiy Bryzh        | 16 tháng 4, 1987 (17 tuổi)  |         |                  |
| 15 | TĐ | Ruslan Zanevskyi    | 27 tháng 11, 1987 (16 tuổi) |         | Shakhtar Donetsk |
| 16 | TV | Vadym Olishchuk     |                             |         |                  |
| 17 | TĐ | Dmytro Moldovan     | 31 tháng 3, 1987 (17 tuổi)  |         | Shakhtar Donetsk |
| 18 | TV | Yevhen Nakorenok    | 27 tháng 3, 1987 (17 tuổi)  |         |                  |